# Кошелєв Кузьма Федорович
Кузьма Федорович Кошелєв (1900, село Титовка Климовицького повіту Могильовської губернії, тепер Могильовської області, Білорусь — ?, місто Тюмень, Російська Федерація) — радянський діяч, голова Тюменського облвиконкому, голова Омського міськвиконкому. Депутат Верховної ради СРСР 2-го скликання.

## Біографія
Народився в бідній селянській родині. У дитячі роки разом із родиною переселився до Сибіру, працював сезонним робітником.
З 1919 до 1920 року служив у білій армії адмірала Колчака. У 1920 році перейшов до Червоної армії, служив у вартовому батальйоні. З 1920 до 1921 року — слухач військово-політичної школи РСЧА. З 1921 року — червоноармієць кулеметної команди 310-го Сибірського стрілецького полку, брав участь у бойових діях проти військ барона Унгерна в Монголії та проти білогвардійських військ в Іркутській губернії. У 1922 році в складі Першої Забайкальської дивізії воював проти військ генерала Дітерікса в Примор'ї.
Член РКП(б) з травня 1922 року.
Служив військовим комісаром на Охотському побережжі, перебував на політичній роботі в РСЧА. У 1928 році був демобілізований із Червоної армії.
Навчався на історичному факультеті Далекосхідного університету, потім заочно в інституті на факультеті радянського права.
У 1929—1931 роках — заступник керуючого Красноярського відділення Головного управління Північного морського шляху при РНК СРСР.
У 1931—1932 роках — завідувач рибозвіробійної споживчої кооперації.
У квітні 1932 — листопаді 1933 року — директор Сибірського автодорожнього інституту в Омську. Читав в інституті курс політекономії.
У 1933—1941 роках — заступник голови виконавчого комітету Омської міської ради; відповідальний секретар виконавчого комітету Омської обласної ради.
У 1941—1944 роках — 1-й заступник голови виконавчого комітету Омської обласної ради депутатів трудящих.
13 березня 1944 — 8 січня 1945 року — голова виконавчого комітету Омської міської ради депутатів трудящих.
У серпні 1944 — 1950 року — голова виконавчого комітету Тюменської обласної ради депутатів трудящих.
Слухач Вищої партійної при ЦК ВКП(б) у Москві.
Потім — завідувач відділу комунального господарства Тюменської обласної ради депутатів трудящих.
Помер у Тюмені.

## Нагороди
- орден Червоного Прапора (1924)
- орден «Знак Пошани»
- медаль «За перемогу над Німеччиною у Великій Вітчизняній війні 1941—1945 рр.»
- медаль «За доблесну працю у Великій Вітчизняній війні 1941—1945 рр.»
- медалі